# Кайєв Лев Олексійович
Лев Олексі́йович Ка́йєв (рос. Лев Алексеевич Кайев; * 20 лютого (5 березня) 1913, с. Чирково, тепер Пензенська область — † 31 березня 1942, біля села Холмінка, Смоленська область) — радянський шахіст і шаховий композитор. Чемпіон Челябінська 1938, 1939, 1940 і 1941, чемпіон Челябінської області 1938 і 1939, чемпіон Башкирії 1932 року. Майстер спорту СРСР (1938). За фахом — інженер.

## Життєпис
Гри в шахи навчився від старшого брата Аврамія. У 1928 році за перемогу у кваліфікаційному турнірі отримав спортивний розряд, про нього з'явилися згадки в центральній пресі. Тоді захопився й шаховою композицією — перша задача була опублікована в самарській газеті «Средневолжская коммуна».
Закінчивши середню школу в Ульяновську, переїхав до Уфи, де брав активну участь у шаховому житті: грав у турнірах, складав задачі та етюди, багато з яких були надруковані в часописах «Шахи в СРСР» і «64». Створив близько 100 шахових задач та етюдів, найкращі з них були розміщені в альбомі ФІДЕ. У чемпіонаті РРФСР 1934 року поділив 3-тє — 4-те місця, 1935 — 2-ге — 3-тє місця.
У 1936 році переїхав до Челябінська. У 1938 році у півфіналі чемпіонату СРСР у Києві посів 8-ме — 9-те місця, за що отримав звання майстра спорту. Викладав теорію шахової гри в гуртках і клубах, допомагав організовувати кваліфікаційні турніри, чемпіонати й першості спортивних товариств. Працював інспектором із шахів в обласному комітеті фізичної культури і спорту, займався організацією шахової роботи міста й області. Сприяв відкриттю в 1940 році першого в Челябінську шахового клубу, на ЧТЗ (Челябінському тракторному заводі). Редагував шахові розділи в газетах «Челябинский рабочий» і «Сталинская смена» (тепер «Команда»).
У 1941 році брав участь у першості СРСР 1941 року, яку не завершено через початок Німецько-радянської війни. Після навчання на недовгих медичних курсах у складі 1202-го полку 64-ї стрілецької дивізії брав участь в обороні Москви. У січні 1942 року був легко поранений, після лікування в госпіталі повернувся в 1202-й полк. Загинув у бою. У Челябінському обласному краєзнавчому музеї існує персональний фонд Лева Кайєва.